# Parijse metrolijn 2
Metrolijn 2 van de metro van Parijs was de tweede lijn die in gebruik werd genomen. Het eerste deel werd in december 1900 geopend. De lengte is nu 12 kilometer.
De lijn loopt tussen de rue de Rochechouart (tussen de stations Anvers en Barbès-Rochechouart) en het station Colonel Fabien bovengronds over een viaduct. Voor spoorwegenthousiasten is de brug over de sporen nabij het Gare du Nord (ter hoogte van station La Chapelle) interessant.
Samen met lijn 6 vormt lijn 2 een ringlijn binnen Parijs. Lijn 6 aan de zuidkant, en lijn 2 aan de noordkant, lopen langs boulevards die grofweg de route volgen van de voormalige 'Mur des Fermiers généraux', een van de stadsmuren die in verschillende periodes rond de toenmalige stad Parijs werden gebouwd.
Er rijden nu moderne metrotreinen MF 2000 met doorloopmogelijkheid over de hele trein.

## Geschiedenis
- Geopend op 13 december 1900 tussen Porte Dauphine - Étoile.
- oktober 1902: verlenging naar Anvers.
- 31 januari 1903: opening tot en met station Rue de Bagnolet (vanaf 1970 Alexandre Dumas).
- 2 april 1903: complete opening van lijn 2.
- 10 augustus 1903: brand door kortsluiting waardoor 84 personen omkomen te station Couronnes.
- 14 oktober 1907: de lijn wordt Ligne 2 Nord genoemd.

Porte Dauphine · 
Victor Hugo · 
Charles de Gaulle - Étoile · 
Ternes · 
Courcelles · 
Monceau · 
Villiers · 
Rome · 
Place de Clichy · 
Blanche · 
Pigalle · 
Anvers · 
Barbès - Rochechouart · 
La Chapelle · 
Stalingrad · 
Jaurès · 
Colonel Fabien · 
Belleville · 
Couronnes · 
Ménilmontant · 
Père Lachaise · 
Philippe Auguste · 
Alexandre Dumas · 
Avron · 
Nation